# Bosques montanos de Chiapas
Los bosques montanos de Chiapas forman una ecorregión que pertenece al bioma de los bosques húmedos latifoliados tropicales y subtropicales, según la definición del Fondo Mundial para la Naturaleza. Se extiende en el sur de México e incluye la selva de los Chimalapas en Oaxaca y la sierra Madre de Chiapas hasta el noroccidente de Guatemala. La ecorregión incluye los mayores bosques nubosos no perturbados de México y Centroamérica, y cubre una área de 2070 km². 
La ecorregión está amenazada principalmente por la expansión agrícola y el avance de los asentamientos humanos.